# Hải Lâm, Mẫu Đơn Giang
Hải Lâm (chữ Hán giản thể: 海林市) âm Hán Việt: Hải Lâm thị) là một thành phố cấp huyện thuộc địa cấp thị Mẫu Đơn Giang, tỉnh Hắc Long Giang, Cộng hòa Nhân dân Trung Hoa. Thành phố Hải Lâm nằm ở đông nam của tỉnh Hắc Long Giang. Thời kỳ đầu nhà Thanh có tên là Ninh Cổ Tháp, năm thứ năm Khang Hi xây thành mới Ninh Cổ Tháp tại phía đông của Hải Lâm, thuộc Ninh An ngày nay.
Hải Lâm có diện tích 9877 km², dân số 440.000 người. Mã số bưu chính của thành phố Hải Lâm là 157100. Thành phố này được chia thành 7 trấn, 1 trấn dân tộc và 1 hương dân tộc.
- Trấn: Hải Lâm, Trường Giang, Sài Hà, Hoành Đạo Hà, Sơn Thị, Nhị Đạo Hà, Tam Đạo Hà Tử.
- Trấn dân tộc Triều Tiên Tân An.
- Hương dân tộc Triều Tiên Hải Nam.